# Рафаел Тьєре
Рафаел Тьєре (порт. Rafael Thyere, нар. 17 травня 1993, Жуан-Пессоа) — бразильський футболіст, захисник клубу «Греміо».

## Клубна кар'єра
Народився 17 травня 1993 року в місті Жуан-Пессоа. Вихованець юнацьких команд футбольних клубів «Жувентуде» та «Греміо».
У дорослому футболі дебютував 2013 року виступами за «Греміо», в якій провів один сезон, взявши участь в одному матчі чемпіонату. Через це протягом 2014 року на правах оренди захищав кольори команди Серії Б «Атлетіко Гояніенсе».
До складу клубу «Греміо» повернувся 2015 року і виграв з командою Кубок Бразилії (2016) та Кубок Лібертадорес (2017). Станом на 29 листопада 2017 відіграв за команду з Порту-Алегрі 27 матчів в національному чемпіонаті.

## Статистика виступів

### Статистика клубних виступів
| Сезон              | Команда            | Чемпіонат          | Чемпіонат | Чемпіонат | Національний кубок | Національний кубок | Національний кубок | Континентальні кубки | Континентальні кубки | Континентальні кубки | Інші змагання | Інші змагання | Інші змагання | Усього | Усього |
| Сезон              | Команда            | Ліга               | Ігор      | Голів     | Ліга               | Ігор               | Голів              | Ліга                 | Ігор                 | Голів                | Ліга          | Ігор          | Голів         | Ігор   | Голів  |
| ------------------ | ------------------ | ------------------ | --------- | --------- | ------------------ | ------------------ | ------------------ | -------------------- | -------------------- | -------------------- | ------------- | ------------- | ------------- | ------ | ------ |
| 2013               | «Греміо»           | ЛГ+A               | 0         | 0         |                    | -                  | -                  |                      | -                    | -                    |               | -             | -             | 0      | 0      |
| 2014               | «Греміо»           | ЛГ+A               | 3+1       | 0         |                    | -                  | -                  |                      | -                    | -                    |               | -             | -             | 4      | 0      |
| 2015               | «Греміо»           | ЛГ+A               | 0+4       | 0         | КБ                 | 2                  | 0                  |                      | -                    | -                    |               | -             | -             | 6      | 0      |
| 2016               | «Греміо»           | ЛГ+A               | 2+9       | 0         | КБ                 | 2                  | 0                  | КЛ                   | 0                    | 0                    | -             | -             | -             | 14     | 0      |
| 2017               | «Греміо»           | ЛГ+A               | 7+15      | 0+2       | КБ                 | 1                  | 0                  | КЛ                   | 5                    | 0                    | -             | -             | -             | 28     | 2      |
| Усього за «Греміо» | Усього за «Греміо» | Усього за «Греміо» | 28        | 2         |                    | 5                  | 0                  |                      | 5                    | 0                    |               | -             | -             | 38     | 2      |
| Усього за кар'єру  | Усього за кар'єру  | Усього за кар'єру  | 28        | 2         |                    | 5                  | 0                  |                      | 5                    | 0                    |               | -             | -             | 38     | 2      |

## Титули і досягнення
- Володар Кубку Бразилії (1):

«Греміо»: 2016
- Володар Кубка Лібертадорес (1):

«Греміо»: 2017